# Попелі (Сяноцький повіт)
Попелі (пол. Popiele) — колишнє село в гміні Сянік, Сяніцького повіту Підкарпатського воєводства.

## Розташування
Знаходиться за 1 км від с. Юрівці того ж повіту.

## Історичні відомості
Ймовірно, засноване за часів Руси. Парафія існувала принаймні з 1784 року, з якого відома перша метрика села. Згодом в парафії с. Юрівці Сяніцького деканату.
Кількість жителів: 1840 — 73 особи, 1936 — 162 особи (всі — греко-католики).